# Nelson Teich
Nelson Luiz Sperle Teich (Porto Alegre, 24 luglio 1957) è un politico e medico brasiliano, dal 17 aprile al 15 maggio 2020 Ministro della salute del Brasile in sostituzione di Luiz Henrique Mandetta.

## Biografia
Nato a Rio de Janeiro, Teich ha conseguito una laurea in medicina presso l'Università Statale di Rio de Janeiro (UERJ). Ha completato la sua formazione medica presso l'ospedale di Ipanema (1987) e ha studiato oncologia clinica presso l'Instituto Nacional de Câncer (1990). Nel 1998, ha completato un MBA in amministrazione sanitaria presso l'Institute for Postgraduate Studies and Research in Administration presso UFRJ . Nel 2006, ha anche completato un MBA in gestione aziendale presso l'Istituto brasiliano dei mercati dei capitali (IBMEC).
Teich ha anche conseguito un master in valutazione economica presso l'Università di York ed è attualmente dottorando presso la stessa istituzione. È guidato da Laura Bojke e Mike Drummond con ricerche incentrate sulla cura del cancro in Brasile e sul miglioramento dell'efficienza tecnica.
È membro del comitato editoriale dell'American Journal of Medical Quality. Ha fondato l'Integrated Clinical Oncology Group (COI) nel 1990, di cui è rimasto presidente fino al 2018. Nel 2009 ha fondato l'Istituto di management, istruzione e ricerca, un'organizzazione non governativa, come presidente pro bono, con l'obiettivo della realizzazione di ricerche e progetti clinici, esecuzione di programmi di formazione e istruzione in diverse aree legate alla cura del cancro.
Tra il 2010 e il 2011, ha fornito consulenza all'Ospedale Israelita Albert Einstein di San Paolo.
Attualmente è proprietario di Teich & Teich Health Care, una società che supporta la gestione della salute ed è direttore esecutivo di MedInsight. È stato anche consulente informale nella campagna elettorale del presidente Jair Bolsonaro nel 2018, essendo uno dei postulanti ad assumere l'incarico di Ministro della Salute , assunto dal suo predecessore Luiz Henrique Mandetta. Tra settembre 2019 e gennaio 2020 è stato consigliere del Segretario della Scienza e della Tecnologia del Ministero della Salute, Denizar Vianna.

### Ministro della salute
Teich è stato nominato Ministro della salute il 16 aprile 2020 per succedere al ministro uscente Mandetta, che per settimane ha avuto disaccordi con le posizioni del Presidente Bolsonaro sulla politica di distanziamento sociale e l'uso dell'idrossiclorochina durante la pandemia di COVID-19. Nel suo primo discorso da ministro, Teich ha dichiarato che non ci sarebbero stati bruschi cambiamenti nelle attuali politiche del Ministero e che la salute e l'economia "non sono in competizione tra loro". Teich difende un vasto programma di test a livello nazionale e ulteriori ricerche su trattamenti e vaccini . Il 15 maggio 2020 Teich si è dimesso ufficialmente da ministro della sanità. Sebbene non abbia rilasciato una dichiarazione ufficiale del suo ragionamento per le dimissioni, Teich era in disaccordo pubblicamente con il governo di Bolsonaro sulla gestione del peggioramento della pandemia in diverse occasioni.